# IC 3643
IC 3643 ist eine Balken-Spiralgalaxie vom Hubble-Typ SB im Sternbild Jungfrau auf der Ekliptik. Sie ist schätzungsweise 548 Millionen Lichtjahre von der Milchstraße entfernt und hat einen Durchmesser von etwa 80.000 Lichtjahren.

Im selben Himmelsareal befinden sich u. a. die Galaxien NGC 4606, IC 810, IC 3635, IC 3663.
Das Objekt wurde am 10. Mai 1904 von Royal Harwood Frost entdeckt.